# Sostituzione isomorfa
Nella struttura molecolare di un minerale si può avere una sostituzione isomorfa, ovvero la sostituzione di  un atomo di un elemento chimico con un atomo di altro elemento se i loro raggi ionici non sono molto diversi, la loro carica non differisce di più di un'unità e rimanga inalterata la morfologia della struttura. Queste sostituzioni sono tipiche dei fillosilicati, soprattutto si verificano negli smectiti e vermiculiti.
Tra i principali ioni spesso coinvolti in sostituzioni isomorfe vi sono l'alluminio e ferro trivalente e il ferro e il magnesio bivalente 
Queste sostituzioni avvengono durante i processi di cristallizzazione dove variano in base alla conformazione della struttura. Questa sostituzione  avviene con sostituzione di carica a carica più bassa al posto di un catione a carica più elevata quindi determinano nella struttura cristallina uno scompenso di carica con un aumento della carica negativa del minerale. Queste sostituzioni assumono grande valore nella capacità di scambio cationico.